# Office australien de l'effet de serre
Pour les articles homonymes, voir AGO.
L'Office australien de l'effet de serre,, (anglais : Australian Greenhouse Office), abrégé AGO, est créé en 1998 au sein du gouvernement de l'Australie en tant qu'organisme autonome au sein du portefeuille de l'environnement, pour fournir une approche transverse aux questions relatives aux gaz à effet de serre. Il s'agissait de la première agence gouvernementale au monde directement dédiée à la réduction des émissions de gaz à effet de serre, à la gestion de la réponse de l'Australie au dérèglement climatique et à la fourniture au public d'informations approuvées par le gouvernement.

## Historique
L'agence est responsable de l'administration du programme Energy Star en Australie et fournit des fonds pour un essai d'autobus à pile à combustible à Perth. Une méthode d'audit est développée pour aider les communes à améliorer l'efficacité énergétique de leur éclairage, chauffage, ventilation et climatisation.
En 2001, l'Australian Greenhouse Office introduit les normes australiennes de performances énergétiques minimales (Australian Minimum Energy Performance Standards, abrégé MEPS), qui ont été révisées en 2006 à un niveau plus strict.
En 2004, elle est rattachée au Department of the Environment and Heritage (Direction de l'Environnement et du Patrimoine). À la suite des élections fédérales de 2007, les fonctions de l'AGO sont réparties entre le nouveau ministère du Changement climatique et le ministère de l'Environnement, de l'Eau, du Patrimoine et des Arts.
L'écrivain Guy Pearse est employé par l'agence en tant que consultant. David Evans est employé par le bureau de 1999 à 2005 pour réaliser la comptabilité carbone et construire des modèles.